# Sander Teepen
Sander Teepen (Deurne, 12 april 1981) is een hedendaags Nederlands dirigent en hoboïst.

## Levensloop
Sander Teepen komt uit een muzikale familie. Geboren in Deurne (1981) begon Teepen op 8-jarige leeftijd met hobospelen. Hij studeerde aan het Fontys Conservatorium bij Herman Vincken. Als hoboïst remplaceerde hij bij o.a. het Residentie Orkest, Philharmonie zuidnederland, Het Gelders Orkest, Het Brabants Orkest en Het Limburgs Symfonie Orkest. Al snel werd Sander gegrepen door het dirigeren. Hij volgde directielessen bij onder andere Jan Stulen, Otto Tausk en Jac van Steen. Directiemasterclasses volgde hij bij Jorma Panula, Paavo Jarvi, Neeme Järvi en Leonid Grin.
Sinds 2012 nam Sander met diverse podiumprijzen deel aan verschillende dirigentenwedstrijden. Zo won hij in 2012 de dirigentenwedstrijd bij het MAV Symfonisch Orkest in Boedapest, in 2013 de juryprijs bij de Blue Danube Opera dirigentenwedstrijd, in 2014 de ‘George Enescu Philharmonic Orchestra Prize’ bij de Jeunesses Musicales Boekarest dirigentenwedstrijd en in 2015 werd hij tweede bij de Blue Danube Opera dirigentenwedstrijd. Dit leidde tot diverse samenwerkingen in binnen- en buitenland. Zo dirigeerde hij operahuizen in Ostrava en Stara Zagora en was hij gastdirigent bij het Moldova Philharmonic Orchestra in Iași en het Banatul Philharmonic Orchestra in Timișoara. In Nederland dirigeerde hij onder andere het Residentie Orkest, het Metropole Orkest, Het Gelders Orkest, het Noord Nederlands Orkest, Philharmonie zuidnederland en het Radio Filharmonisch Orkest. Ook was hij onder andere werkzaam als assistent-dirigent bij de Nederlandse Reisopera (Der fliegende Holländer). In februari 2019 werd de Kersjes van de Groenekan Prijs 2018 aan hem toegekend.